# Tiberio De Blasio Di Palizzi
Tiberio De Blasio Di Palizzi (Reggio Calabria, 1827 – Reggio Calabria, 2 marzo 1873) è stato un politico italiano.

## Biografia
Discendente dal ramo calabrese dei De Blasio, è stato Deputato del Regno d'Italia nella IX e nella XI legislatura del Regno d'Italia, nonché Presidente del Consiglio Provinciale di Reggio Calabria (1869-1972) e consigliere comunale proprio nel capoluogo reggino.
Era fratello di Luigi, anch'egli Deputato.